# Glycyphana

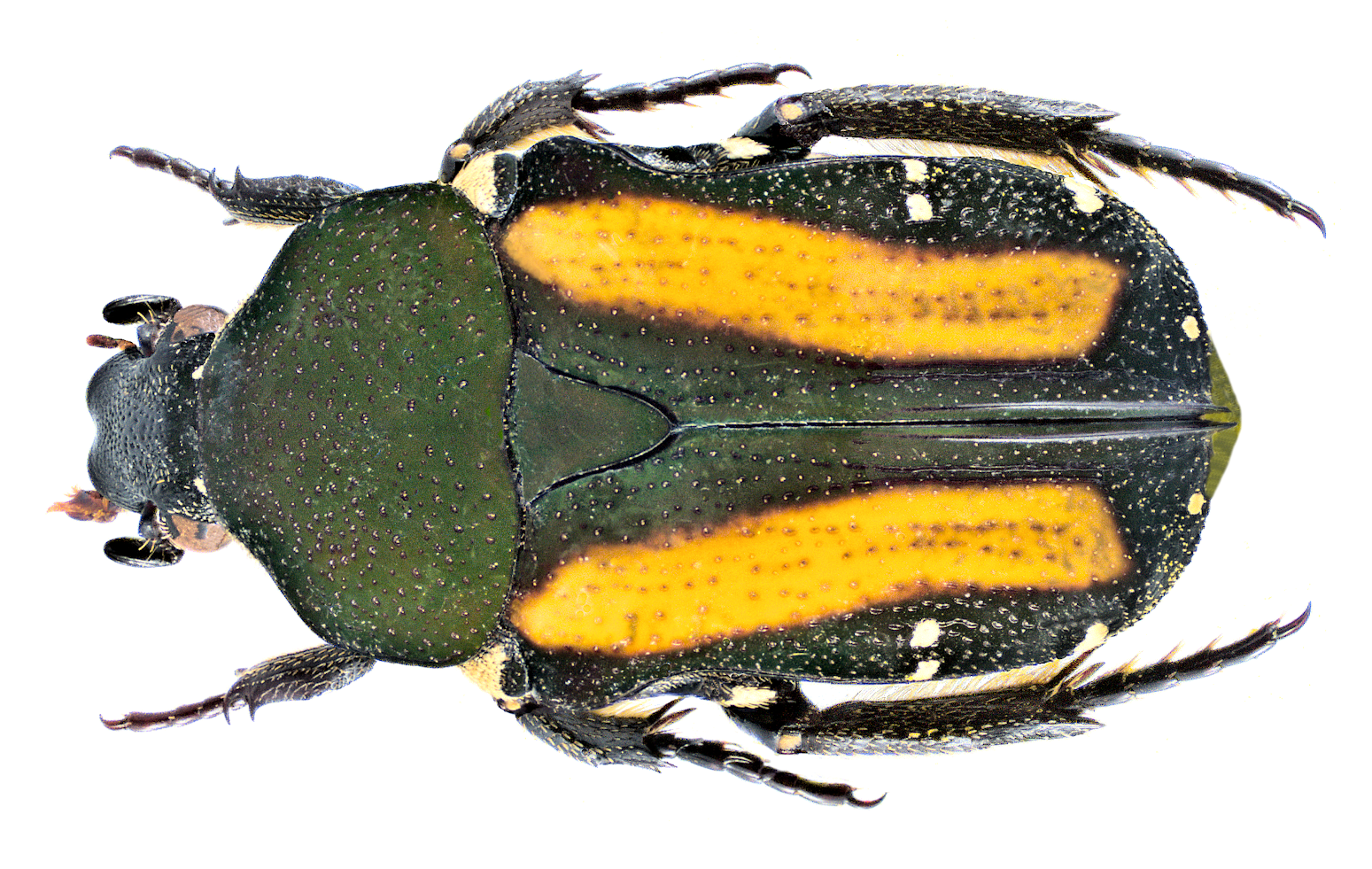
Glycyphana illusa

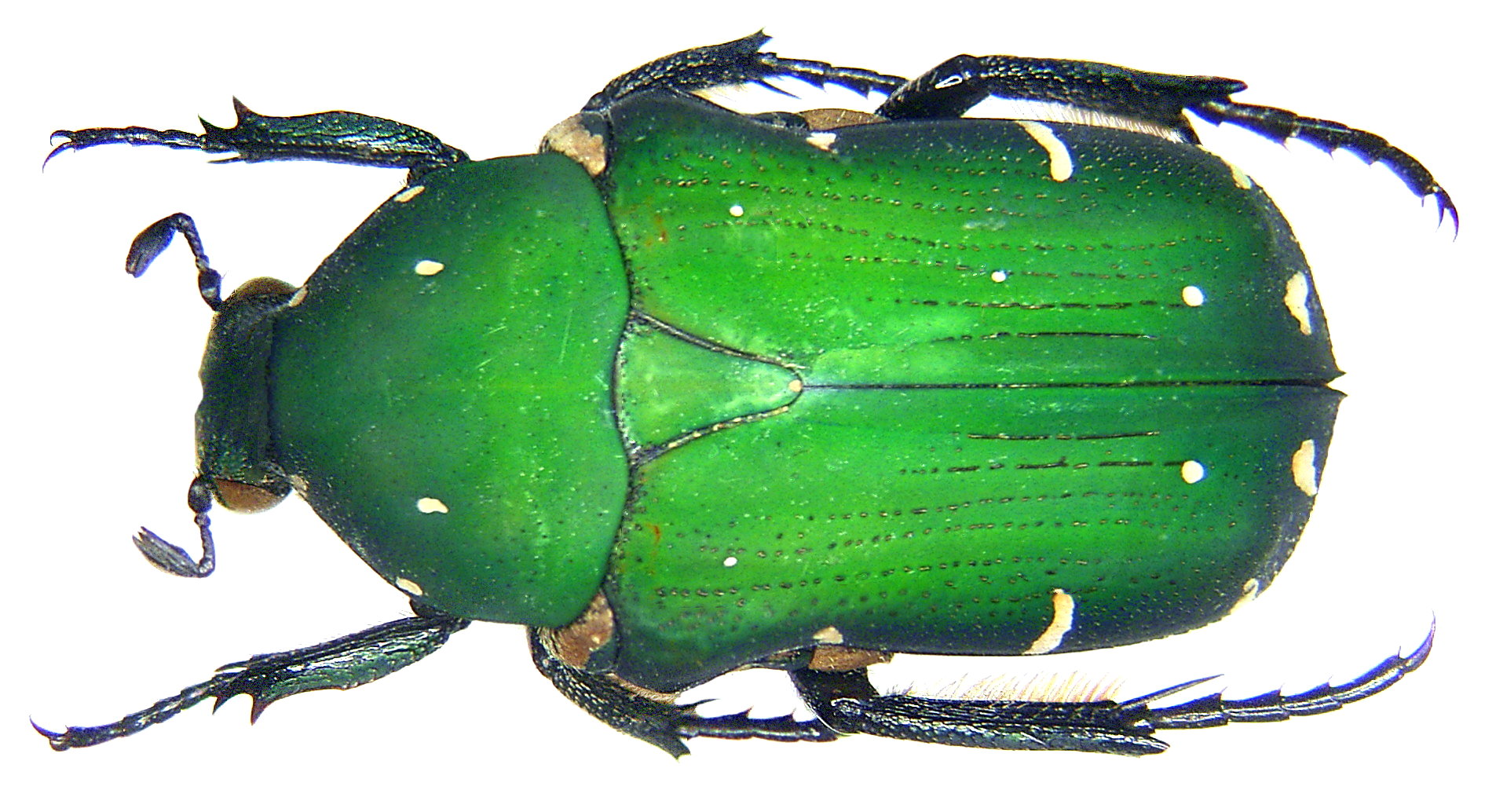
Glycyphana luzonica

Glycyphana – rodzaj chrząszczy z rodziny poświętnikowatych i podrodziny kruszczycowatych.

## Gatunki[1]
- Glycyphana aethiessida (Wallace, 1867)
- Glycyphana allardi Antoine, 1992
- Glycyphana andamanensis Janson, 1877
- Glycyphana antoinei Legrand, 2018
- Glycyphana aspera (Wallace, 1867)
- Glycyphana aterrima (Wiedemann, 1823)
- Glycyphana aurocincta Arrow, 1910
- Glycyphana aurora Arrow, 1941
- Glycyphana australiana Mikšić, 1971
- Glycyphana bimaculata Kraatz, 1885
- Glycyphana binotata (Gory & Percheron, 1833)
- Glycyphana bisignata Kraatz, 1885
- Glycyphana boudanti Arnaud, 2019
- Glycyphana brooksi Bacchus, 1974
- Glycyphana brunnipes (Kirby, 1818)
- Glycyphana catena Arrow, 1910
- Glycyphana chamnongi Antoine, 1991
- Glycyphana chewi Antoine & Legrand, 2002
- Glycyphana cincta (Wallace, 1867)
- Glycyphana cretata (Wallace, 1867)
- Glycyphana cuculus Burmeister, 1842
- Glycyphana darwinensis Bacchus, 1974
- Glycyphana delponti Antoine, 2002
- Glycyphana enganoensis Mikšić, 1968
- Glycyphana fadilae Mikšić, 1967
- Glycyphana festiva (Fabricius, 1792)
- Glycyphana florensis Valck Lucassen, 1936
- Glycyphana fruhstorferi Schoch, 1897
- Glycyphana fulvipicta (Wallace, 1867)
- Glycyphana fulvistemma Motschulsky, 1858
- Glycyphana georgijevici Mikšić, 1967
- Glycyphana glauca (Blanchard, 1853)
- Glycyphana gracilipes Moser, 1914
- Glycyphana gracilis Sawada, 1942
- Glycyphana harashimai Sakai, 2007
- Glycyphana havai Jákl, 2018
- Glycyphana horsfieldi (Hope, 1831)
- Glycyphana hybrida Mikšić, 1970
- Glycyphana illusa Janson, 1881
- Glycyphana immaculata Moser, 1925
- Glycyphana inusta Mohnike, 1871
- Glycyphana irianica Mikšić, 1982
- Glycyphana landini Mikšić, 1968
- Glycyphana laotica Mikšić, 1968
- Glycyphana lasciva (Thomson, 1857)
- Glycyphana lateralis (Wallace, 1867)
- Glycyphana leucogastra Mikšić, 1967
- Glycyphana lombokiana Schoch, 1897
- Glycyphana luzonica Moser, 1917
- Glycyphana macquarti (Gory & Percheron, 1833)
- Glycyphana maculiceps Moser, 1914
- Glycyphana maculipennis Moser, 1914
- Glycyphana malayensis (Guérin-Méneville, 1840)
- Glycyphana mediata Westwood, 1874
- Glycyphana melanaria Kraatz, 1885
- Glycyphana meridionalis Jákl, 2023
- Glycyphana miksici Antoine & Legrand, 2002
- Glycyphana minima Bates, 1891
- Glycyphana mirei Antoine, 1996
- Glycyphana modesta (Fabricius, 1792)
- Glycyphana moellendorfi Flach, 1890
- Glycyphana mohagani Legrand, 2004
- Glycyphana moluccarum (Wallace, 1867)
- Glycyphana nasalis Boheman, 1858
- Glycyphana neglecta Moser, 1914
- Glycyphana nepalensis Kraatz, 1894
- Glycyphana nicobarica Janson, 1877
- Glycyphana nigra Mikšić, 1986
- Glycyphana nigricollis Moser, 1908
- Glycyphana papua (Wallace, 1867)
- Glycyphana parvula Moser, 1914
- Glycyphana penanga (Wallace, 1867)
- Glycyphana peterseni Mikšić, 1970
- Glycyphana petrovitzi Mikšić, 1968
- Glycyphana pretiosa Mikšić, 1970
- Glycyphana pseudoaruensis Mikšić, 1968
- Glycyphana pseudofasciata Valck Lucassen, 1936
- Glycyphana pulcherrima Mohnike, 1873
- Glycyphana pulchra
- Glycyphana pusilla Bacchus, 1974
- Glycyphana pygmaea Mohnike, 1871
- Glycyphana quadricolor (Wiedemann, 1823)
- Glycyphana quadriguttata (Snellen Van Vollenhoven, 1864)
- Glycyphana quadrinotata Moser, 1912
- Glycyphana reischigi Krajčik, 2009
- Glycyphana rubromarginata Mohnike, 1873
- Glycyphana rubroplagiata Moser, 1922
- Glycyphana rufitincta (MacLeay, 1886)
- Glycyphana rufovittata (Guérin-Méneville, 1840)
- Glycyphana rugipennis Ritsema, 1879
- Glycyphana sarawakensis Moser, 1914
- Glycyphana setifera Moser, 1914
- Glycyphana siberutensis Antoine & Legrand, 2002
- Glycyphana steveni Antoine & Legrand, 2002
- Glycyphana stolata (Fabricius, 1781)
- Glycyphana subcincta Janson, 1881
- Glycyphana sumbana Jákl, 2009
- Glycyphana tambora Jákl, 2009
- Glycyphana tibialis Moser, 1913
- Glycyphana tonkinensis Moser, 1914
- Glycyphana torquata (Fabricius, 1801)
- Glycyphana toxopei Moser, 1926
- Glycyphana trivittata (Wallace, 1867)
- Glycyphana unimaculata Paulian, 1960
- Glycyphana varicorensis Burmeister, 1842
- Glycyphana velutina MacLeay, 1886
- Glycyphana vernalis (Wallace, 1867)
- Glycyphana viridiceps Moser, 1914
- Glycyphana wallacei Jákl, 2017
- Glycyphana widagdoi Antoine & Legrand, 2002